# Håkan Mild
Håkan Mild (Trollhättan, Vestrogotia, Suecia, 14 de junio de 1971) es un exfutbolista sueco. Se desempeñaba en la posición de centrocampista.

## Selección nacional
Fue internacional con la selección de fútbol de Suecia en 74 ocasiones y marcó 8 goles. Debutó el 17 de abril de 1991 en un encuentro amistoso ante la selección de Grecia que finalizó con marcador de 2-2.

### Participaciones en Copas del Mundo
| Mundial                        | Sede           | Resultado    |
| ------------------------------ | -------------- | ------------ |
| Copa Mundial de Fútbol de 1994 | Estados Unidos | Tercer lugar |

### Participaciones en Eurocopa
| Eurocopa      | Sede                   | Resultado    |
| ------------- | ---------------------- | ------------ |
| Eurocopa 1992 | Suecia                 | Semifinal    |
| Eurocopa 2000 | Bélgica y Países Bajos | Primera fase |

## Clubes
| Club              | País       | Año         |
| ----------------- | ---------- | ----------- |
| I. F. K. Göteborg | Suecia     | 1989 - 1993 |
| Servette F. C.    | Suiza      | 1993 - 1995 |
| I. F. K. Göteborg | Suecia     | 1995 - 1996 |
| Real Sociedad     | España     | 1996 - 1998 |
| I. F. K. Göteborg | Suecia     | 1998 - 2001 |
| Wimbledon F. C.   | Inglaterra | 2001 - 2002 |
| I. F. K. Göteborg | Suecia     | 2002 - 2005 |

## Palmarés

### Campeonatos nacionales
| Título         | Club              | País   | Año  |
| -------------- | ----------------- | ------ | ---- |
| Allsvenskan    | I. F. K. Göteborg | Suecia | 1990 |
| Allsvenskan    | I. F. K. Göteborg | Suecia | 1991 |
| Copa de Suecia | I. F. K. Göteborg | Suecia | 1991 |
| Allsvenskan    | I. F. K. Göteborg | Suecia | 1993 |
| Allsvenskan    | I. F. K. Göteborg | Suecia | 1996 |